# Entscheidungen des Oberverwaltungsgerichts Berlin-Brandenburg
Die Entscheidungen des Oberverwaltungsgerichts Berlin-Brandenburg (OVGE) ist eine seit 2007 bestehende amtliche Sammlung von rechtskräftig gewordenen Beschlüssen und Urteilen des Oberverwaltungsgerichts Berlin-Brandenburg.
Mit den OVGE wird die Tradition der von 1954 bis 2005 herausgegebenen Entscheidungen des Oberverwaltungsgerichts Berlin fortgesetzt. Die Erweiterung der Entscheidungssammlung ergab sich durch die Einrichtung eines gemeinsamen Oberverwaltungsgerichts für die Länder Berlin und Brandenburg zum 1. Juli 2005.
Neben den abgedruckten Entscheidungen enthält jeder Band ein Stichwortverzeichnis, ein Gesetzesverzeichnis und eine Liste über die Besetzung des Gerichts, gegliedert nach den einzelnen Senaten und Fachsenaten sowie den jeweils berufenen Richterinnen und Richtern.
Die OVGE werden von den Mitgliedern des Gerichts in Nebentätigkeit herausgegeben und erscheinen im Carl Heymanns Verlag in Köln, Berlin und München.
Die empfohlene Zitierweise lautet „Abkürzung, Band, Seitenzahl“ – beispielsweise „OVGE 26, 133“ (= Band 26, Seite 133). Eine Erweiterung der Abkürzung zur Unterscheidung von anderen, auf gleiche Weise abgekürzte Entscheidungssammlungen ist nicht üblich.  